# Билер, Бруно
Бру́но Би́лер (нем. Bruno Bieler; 18 июня 1888 — 22 марта 1966) — немецкий военачальник, генерал пехоты вермахта, командующий 73-й пехотной дивизией и несколькими армейскими корпусами во время Второй мировой войны. Кавалер Рыцарского креста Железного креста, высшего ордена нацистской Германии.

## Награды
- Железный крест 2-го класса (17 сентября 1914) (Королевство Пруссия)
- Железный крест 1-го класса (15 декабря 1916)
- Ганзейский крест Гамбурга (23 февраля 1918)
- Орден «За военные заслуги» 4-го класса с мечами (20 апреля 1918) (Королевство Бавария)
- Крест заслуг «За помощь на войне» (4 ноября 1919) (Королевство Пруссия)
- Силезский орел 2 степени (1 сентября 1921)
- Силезский орел 1 степени (30 сентября 1921)
- Медаль «За выслугу лет в вермахте» 1-го класса (2 октября 1936)
- Орден Меча командорский крест (22 апреля 1938) (Королевство Швеция)
- Почётный крест Первой мировой войны 1914/1918 с мечами (14 января 1935)
- Пряжка к Железному кресту 2-го класса (12 сентября 1939)
- Пряжка к Железному кресту 1-го класса (30 сентября 1939)
- Рыцарский крест Железного креста (26 октября 1941)
- Медаль «За зимнюю кампанию на Востоке 1941/42» (15 июля 1942)
- Крымский щит (23 августа 1942)
- Немецкий крест в золоте (20 ноября 1942)